# 米季諾湖
56°12′51″N 28°23′05″E / 56.21417°N 28.38472°E
米季諾湖（俄语：Мидино），是俄羅斯的湖泊，位於該國西北部，由普斯科夫州負責管轄，處於謝別日區，面積1平方公里，集水區面積13.3平方公里，平均水深2.7米，最大水深4.5米。